# Альтамонт (Пенсільванія)
Альтамонт (англ. Altamont) — переписна місцевість (CDP) в США, в окрузі Скайлкілл штату Пенсільванія. Населення — 624 особи (2020).

## Географія
Альтамонт розташований за координатами 40°47′6″ пн. ш. 76°13′1″ зх. д. / 40.78500° пн. ш. 76.21694° зх. д. (40.784965, -76.216932).  За даними Бюро перепису населення США в 2010 році переписна місцевість мала площу 2,39 км², уся площа — суходіл.

## Демографія
Згідно з переписом 2010 року, у переписній місцевості мешкали 602 особи в 282 домогосподарствах у складі 170 родин. Густота населення становила 252 особи/км².  Було 318 помешкань (133/км²).
Расовий склад населення:
| - 98,3 % — білих - 0,2 % — чорних або афроамериканців - 0,2 % — азіатів - 1,3 % — осіб інших рас |

До двох чи більше рас належало 0,0 %. Частка іспаномовних становила 1,3 % від усіх жителів.
За віковим діапазоном населення розподілялося таким чином: 14,0 % — особи молодші 18 років, 62,9 % — особи у віці 18—64 років, 23,1 % — особи у віці 65 років та старші. Медіана віку мешканця становила 50,6 року. На 100 осіб жіночої статі у переписній місцевості припадало 96,1 чоловіків;  на 100 жінок у віці від 18 років та старших — 99,2 чоловіків також старших 18 років.
Середній дохід на одне домашнє господарство  становив 58 434 долари США (медіана — 52 841), а середній дохід на одну сім'ю — 86 071 долар (медіана — 83 924). За межею бідності перебувало 14,0 % осіб, у тому числі 0,0 % дітей у віці до 18 років та 26,0 % осіб у віці 65 років та старших.
Цивільне працевлаштоване населення становило 326 осіб. Основні галузі зайнятості: роздрібна торгівля — 21,8 %, освіта, охорона здоров'я та соціальна допомога — 19,0 %, сільське господарство, лісництво, риболовля — 13,8 %, публічна адміністрація — 13,2 %.